# Emilio Alzugaray Goicoechea
Emilio Alzugaray Goicoechea (Pamplona, 5 de setembre de 1880 - rodalia de Tolosa de Llenguadoc, 2 de gener de 1944) va ser un enginyer militar espanyol. Destinat en Melilla, va treballar com a arquitecte en un moment d'intensa activitat constructiva a la ciutat. Per la seva participació en el desastre d'Annual va sofrir judici i pena de presó, de la qual va escapar en 1923 per a refugiar-se a Orà. En produir-se el cop militar del 18 de juliol de 1936 estava apartat de l'exèrcit, al qual es va reincorporar per a prendre part activa en la guerra civil, en la qual va destacar com a comandant del sector de la Ciutat Universitària durant la defensa de Madrid.

## Biografia
Va ingressar en 1897 en l'Acadèmia d'Enginyers de Guadalajara i va obtenir el rang de tinent l'11 de juliol de 1904. Destinat a la companyia de sapadors de la Comandància de Ceuta, va ser encarregat del colomar militar. El setembre del 1906 va passar a la companyia de sapadors de la Comandància de Melilla on es va encarregar de la instal·lació de la ràdio telegràfica militar. Va tenir al seu càrrec els serveis de comunicació de l'Exèrcit d'Àfrica En 1909 intervino en la guerra de Melilla, després del desastre del Barranc del Llop.

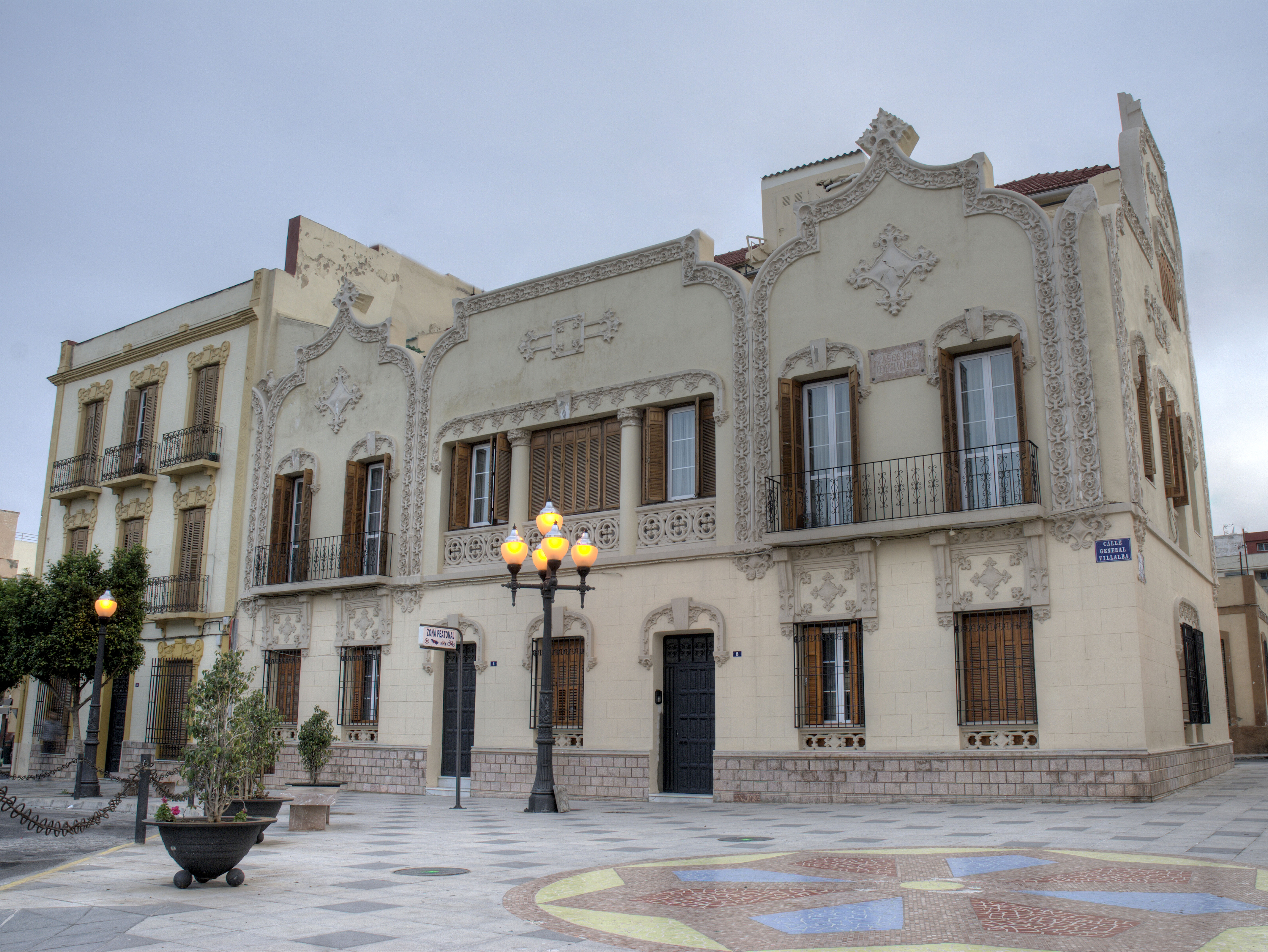
Casa de la Vídua de Samuel Salama. Carrer General Villalba nº 2-4 (1914), habitatge projectat per Alzugaray.

Assentat en la vida social de Melilla, enginyer de la Junta d'Arbitris i casat amb María Concepción Guijarro Jiménez, amb qui va tenir tres fills, va emprendre diverses activitats econòmiques i es va encarregar dels treballs arquitectònics necessaris dins dels preparatius per a la visita del rei Alfons XIII d'Espanya a Melilla en 1911. En 1913, en ser destinat a València, va passar a situació d'excedent voluntari i va abandonar el servei militar actiu per a poder romandre a Melilla, dedicat a l'arquitectura i la compravenda de solars. Encara que els seus primers treballs arquitectònics poden emmarcar-se en els corrents classicistes, influït per Enrique Nieto y Nieto va evolucionar cap al modernisme, estil que caracteritzarà el perfil urbà de la ciutat en les primeres dècades del segle xx. Com a arquitecte va projectar nombrosos edificis, entre els quals destaquen el del carrer General Aizpuru, 22 (1913), l'anomenada Casa de las Fieras a carrer General Polavieja, 46 (1914), la Casa de Salomón Cohen, situada a la cantonada formada pel carrer Cardenal Cisneros, 8 i el carrer Sor Alegría, 7 (1915), la Casa de José Morely, al carrer Cardenal Cisneros, 10 (1916-1917), i el Col·legi La Salle el Carmen (1917-1918). El seu estil ha estat caracteritzat per Antonio Bravo Nieto «d'un art nouveau lligat a les fases més decoratives de l'estil» i amb influències de la sezzesion vienesa i el floralismo francès, si bé ell va saber mantenir sempre certa contenció enmig de l'embull decoratiu.
Després de reingressar en l'Exèrcit amb grau de comandant, en 1920 va ser destinat al sector de Muluya, prop de Melilla. Va ser encausat en 1921 després del desastre d'Annual per negligència en el servei i per un delicte contra l'honor militar i condemnat, després de la revisió de la sentència, a vint anys i un dia de presó per la primera causa i a dotze anys i un dia per la segona. El 6 d'agost de 1923 va fugir de presó, fixant la seva residència primer a Orà i després en Casablanca. En 1931, amb l'adveniment de la República, va sol·licitar revisió de la pena i la reincorporació a l'exèrcit, sense èxit.
En produir-se l'esclat de la guerra civil es trobava al Marroc treballant com a enginyer. L'agost de 1936 va passar a la zona republicana i es va presentar a Madrid, on va aconseguir ser readmès en l'exèrcit. En la tardor de 1936, durant les operacions de la defensa de Madrid, es va posar al comandament de les milícies basques antifeixistes. El general Miaja li va encarregar de les reserves situades al pont de Toledo que donaven suport a les columnes de Mena, Escobar i Prada, defensores dels accessos a Madrid per les carreteres d'Extremadura, Carabanchel i Toledo. El dia 21 de novembre, i després d'haver rebut l'ordre directa de Miaja de desarmar la Columna Durruti, va caure ferit en el front de la Ciutat Universitària. Posteriorment va manar diverses unitats com la 7a Divisió i el II Cos d'Exèrcit, ocupant també càrrecs d'Estat Major. Al començament de 1937 va ser destinat a Barcelona. Durant la resta de la contesa no va tornar a ocupar càrrecs d'importància.
Després de la caiguda de Catalunya es va exiliar a França. Establert en Perpinyà, en 1940 va entrar en contacte amb el servei d'intel·ligència britànic. Detingut per la Gestapo en 1943, va ser traslladat a París on, per mitjà de tortures i coaccions, el coronel Boemelburg, cap de la policia secreta en la capital francesa, va aconseguir atreure'l a la seva causa. Convertit en col·laboracionista o agent doble va ser enviat de tornada a la França ocupada on es va posar a les ordres de Messak, cap de la Gestapo a Marsella i Perpinyà. El 2 de gener de 1944, a pocs quilòmetres de Tolosa de Llenguadoc, al "carrefour de Monges", un comboi en el que viatjaven Messak i Alzugaray va ser atacat per un comando de la Resistència francesa i en el tiroteig tots dos van resultar morts. Fou enterrat al cementiri de Deyme.

### Obres

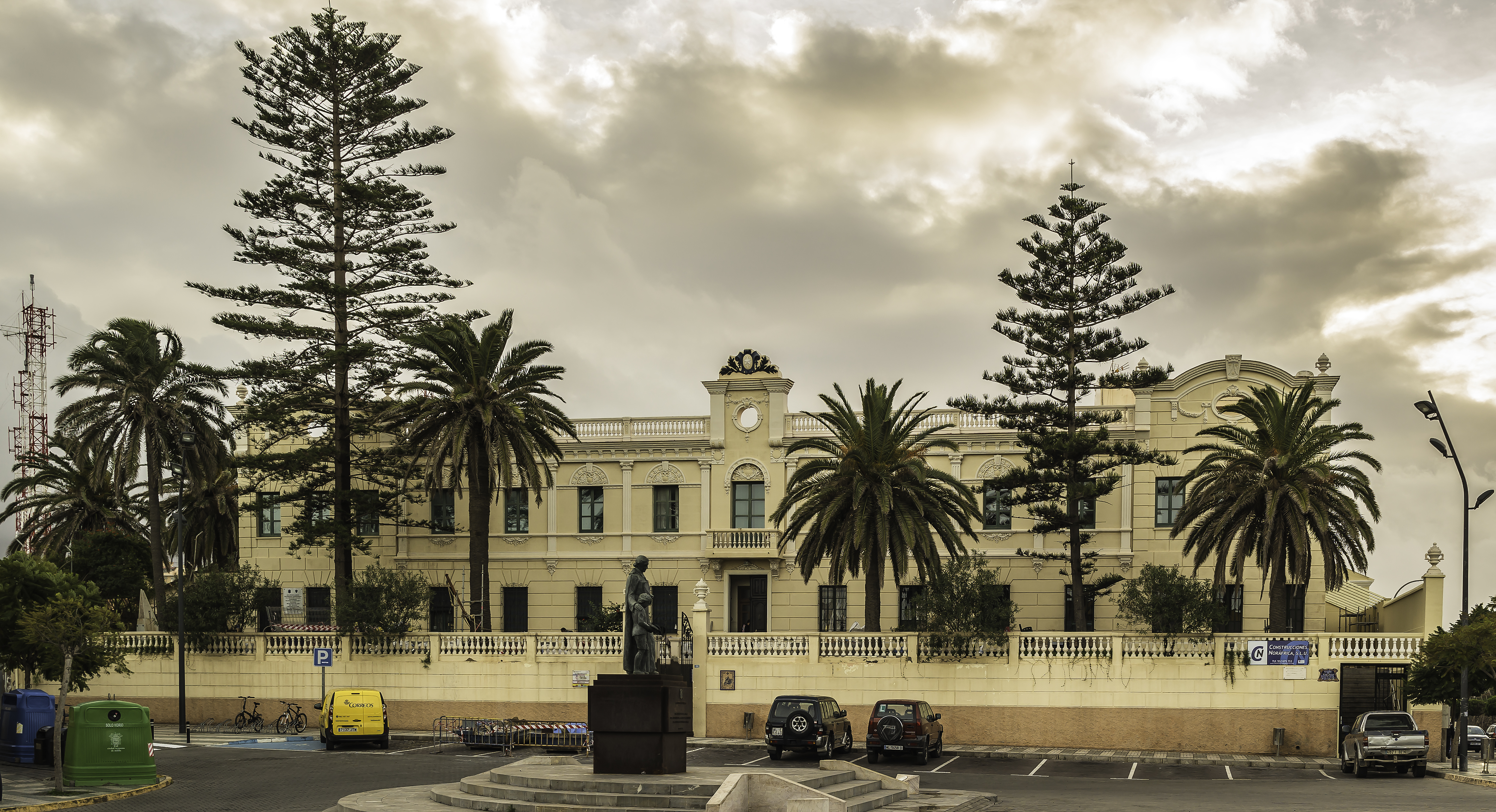
Col·legi La Salle El Carmen
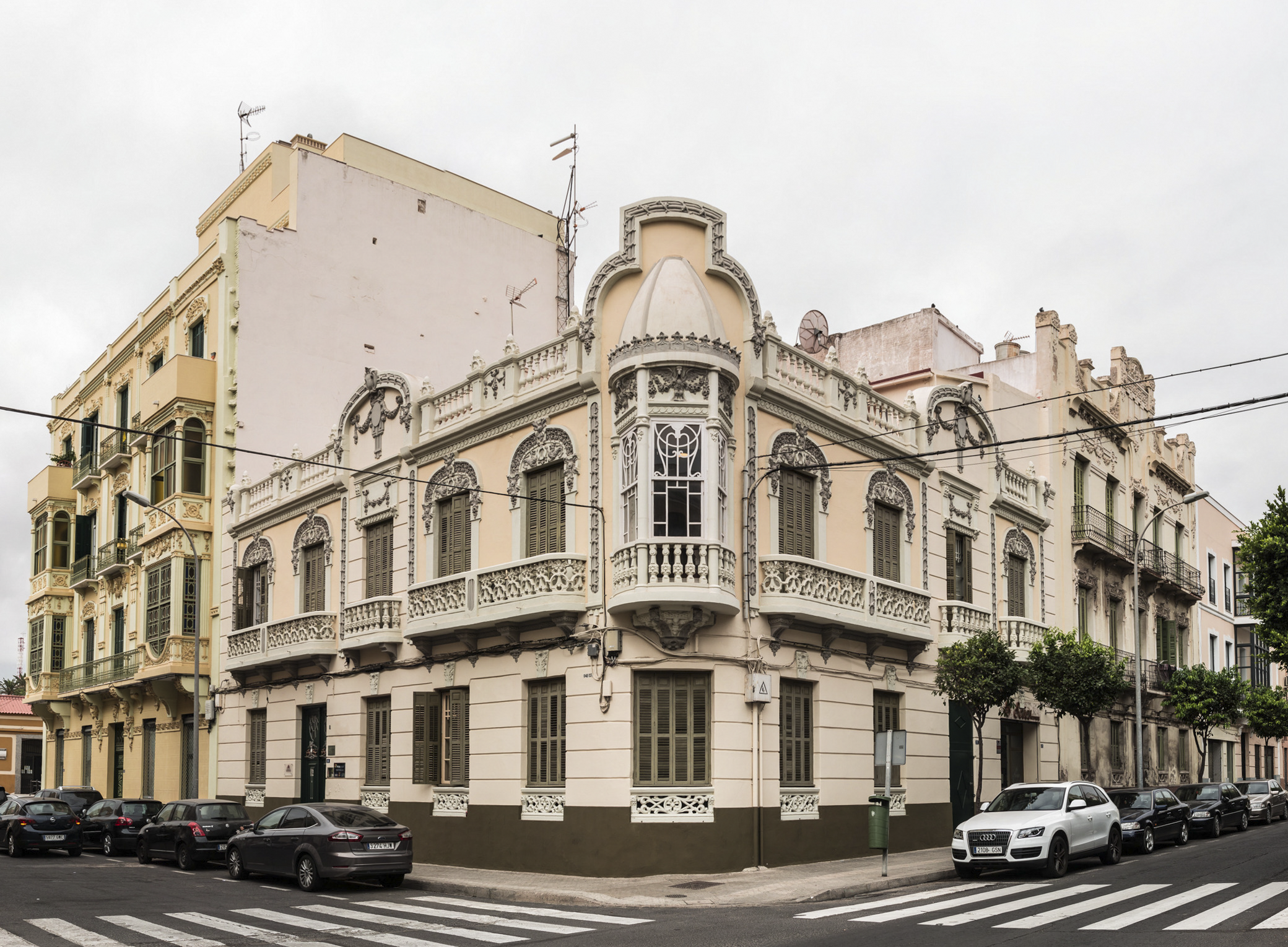
Casa de Salomón Cohen
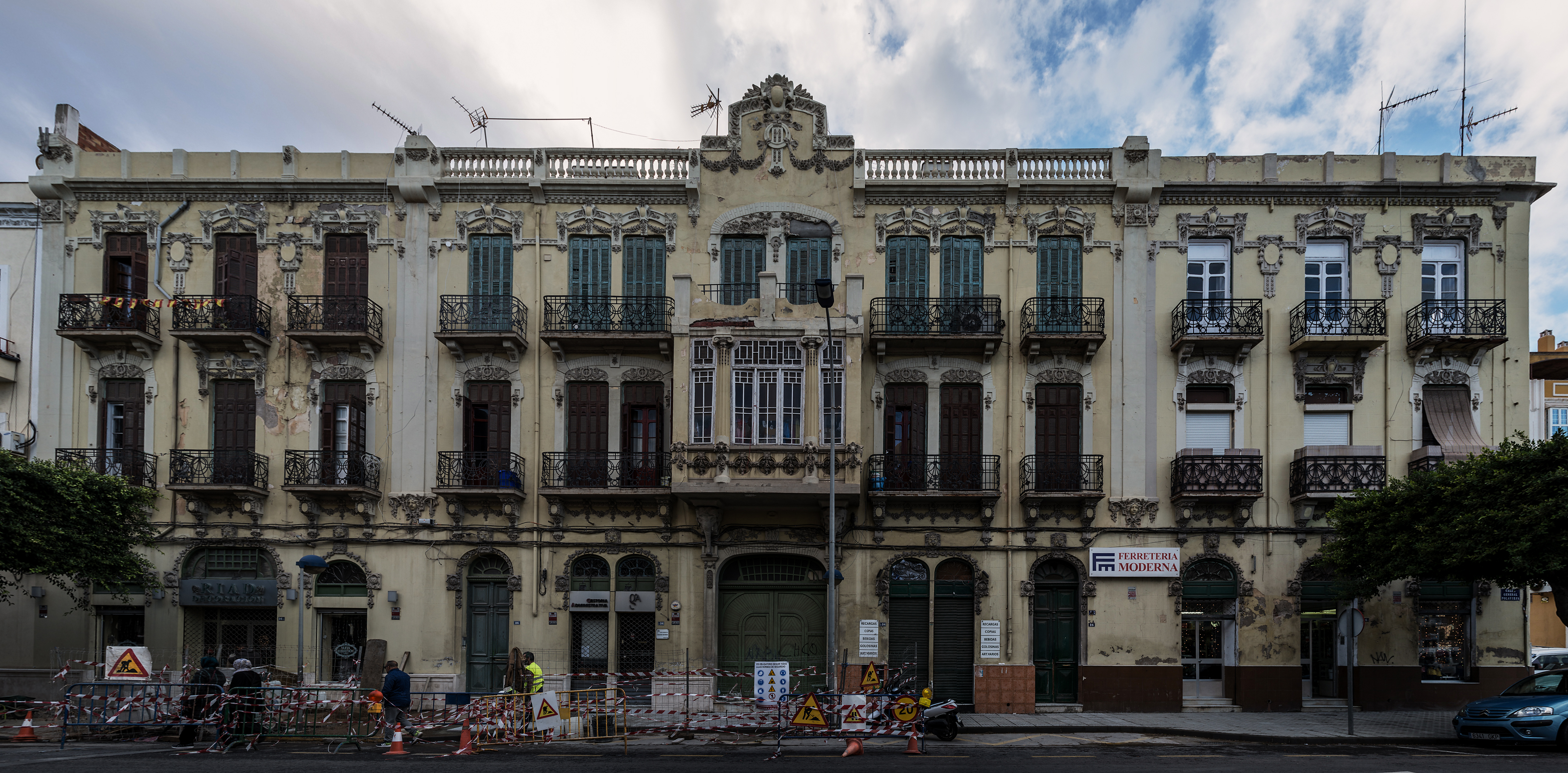
Casa de las Fieras
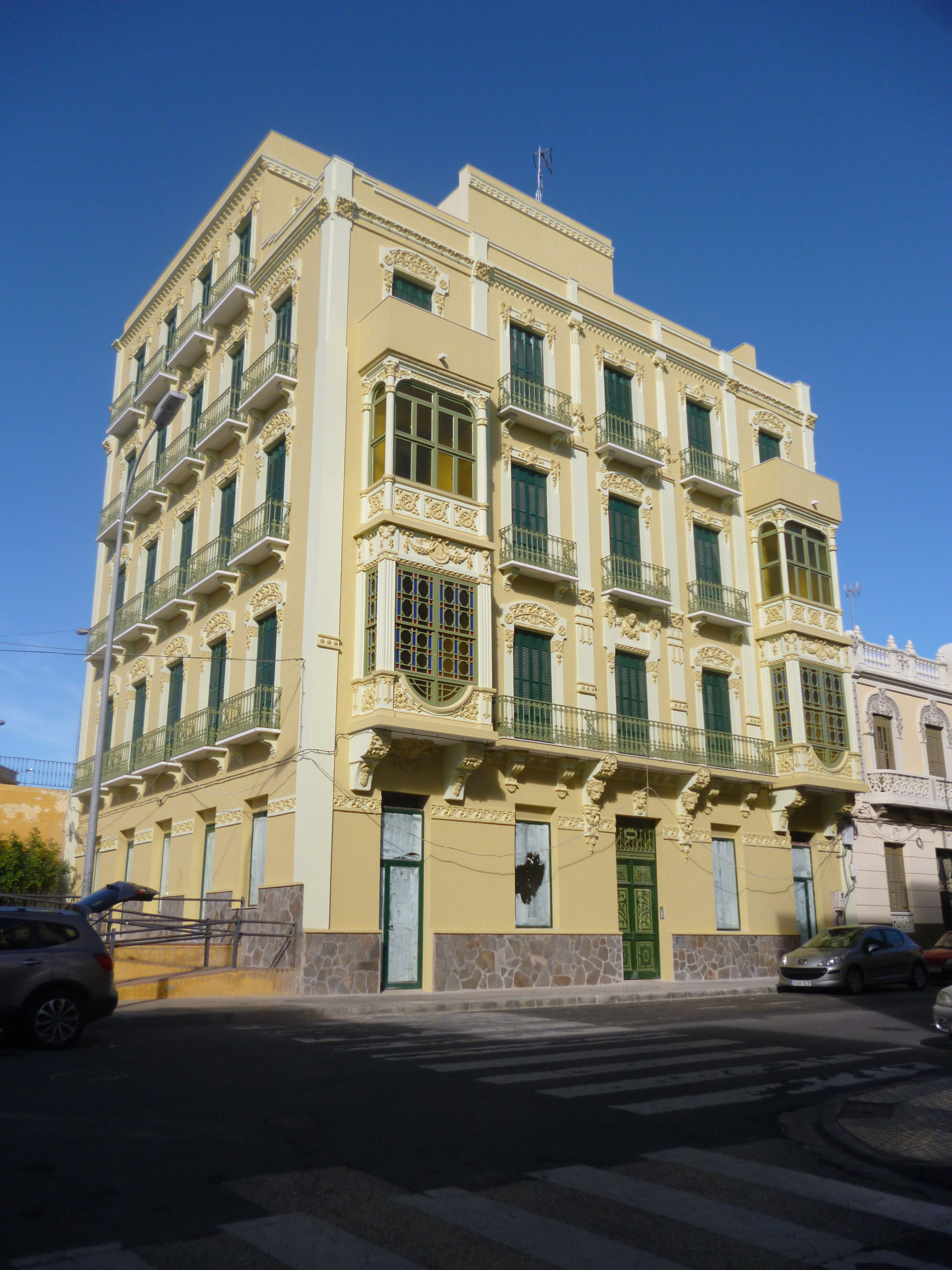
, (1916-1918), la Casa de José Morely
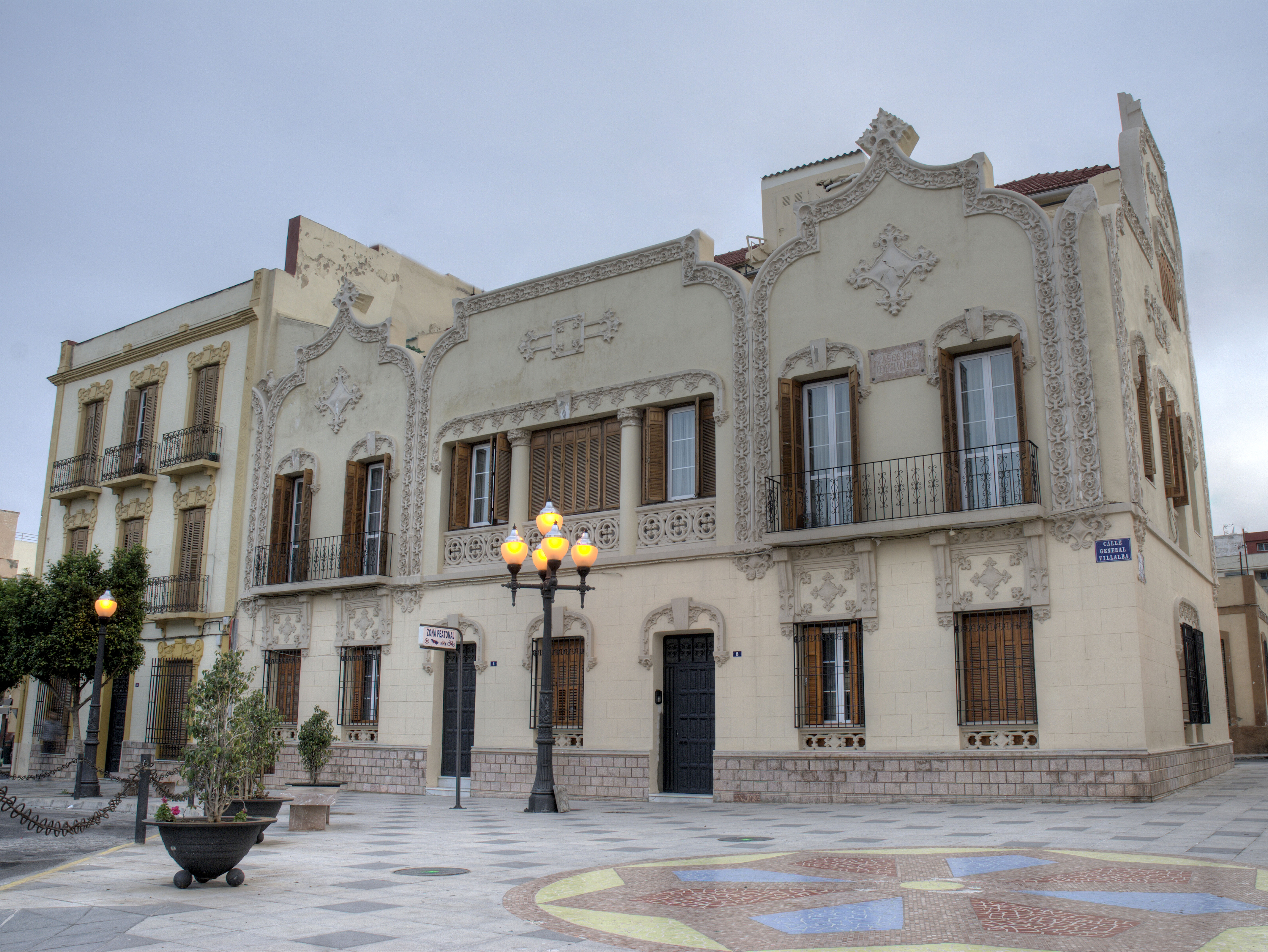
Casa de la Vídua de Samuel Salama
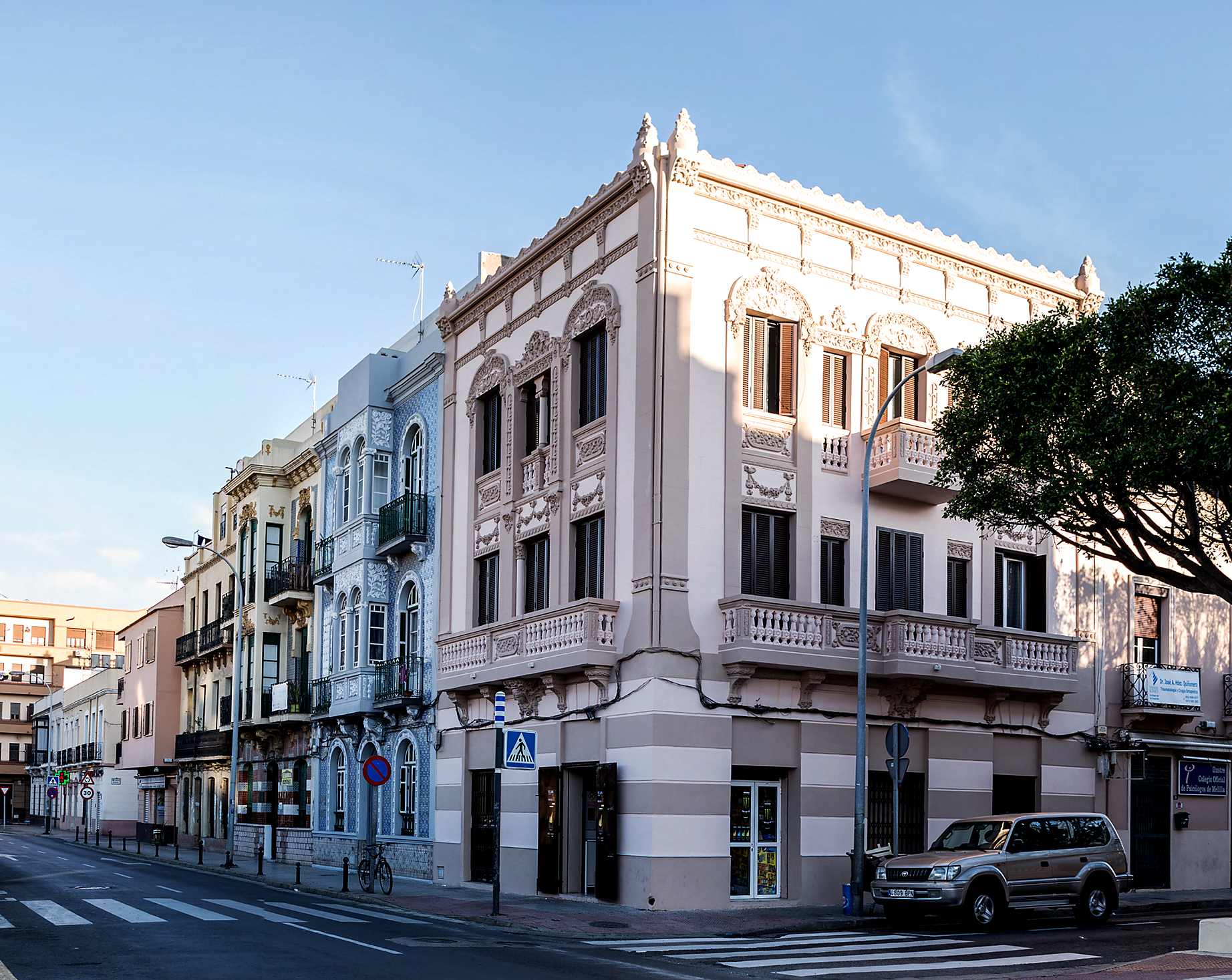
Casa d'Argos
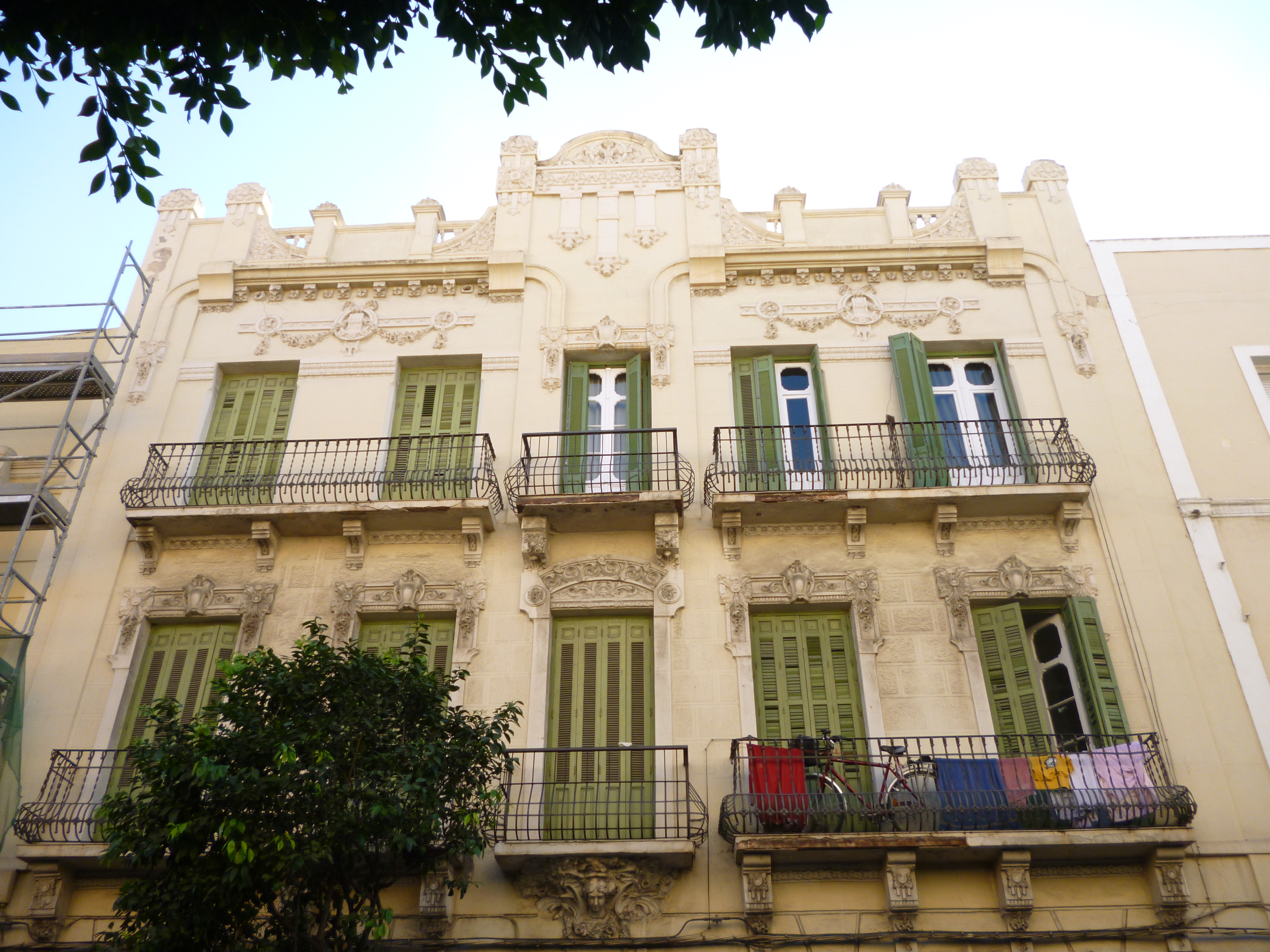
Casa de Francisco Bueno

Característica pròpia de l'enginyer militar Emilio Alzugaray, la Casa de las Fieras (1914), la Casa de Salomón Cohen (1915), la Direcció Territorial d'Educació (1915) el Col·legi dels Germans de les Escoles Cristianes, actual Col·legi La Salle el Carmen, (1916-1918), la Casa de José Morely 1916-1917), la Casa de Francisco Bueno (1917), la Casa de la Vídua de Samuel Salama (1916) i la Casa d'Argos (1916).